# Janské Lázně
Janské Lázně (německy Johannisbad, polsky Jańskie Łaźnie) jsou lázeňské město v  okrese Trutnov v Královéhradeckém kraji. Žije v nich 658 obyvatel.

## Historie
Podle trutnovského kronikáře z 16. století Simona Hüttela (1530–1601) byl teplý pramen v dnešních Janských Lázních objeven 6. června 1006 Janem z Chockova, zbrojnošem rytíře Albrechta z Trautenberku, po němž měl být pojmenován jako pramen Janův. Pravděpodobnější je však tvrzení, že pramen byl objeven v 11. století prospektory, kteří hledali nová naleziště rud a vzácných kovů.
První historický zápis pochází z roku 1300 a je obsažen v zemských deskách o majetku rodu Silbersteinů. Ze 14. století pocházejí první zprávy o používání termální vody ke koupelím. Další zajímavá zmínka o Janských Lázních byla zaznamenána v cestopisech papežského legáta Eneáše Silvia Piccolominiho (1405–1464), od 18. srpna 1458 katolického papeže Pia II., který se při svých cestách po Čechách v roce 1451 v teplém prameni vykoupal.
Po bitvě na Bílé hoře roku 1621 byl majetek rodu Silbersteinů zkonfiskován a novým majitelem se stal Albrecht z Valdštejna. Ten však již v roce 1628 pro nedostatek peněz dal panství i s Janskými Lázněmi do zástavy cizí šlechtě. Roku 1675 koupil Janské Lázně kníže Jan Adolf I. ze Schwarzenbergu, který roku 1677 nechal u pramene postavit šest nových budov, čímž dal základ dnešnímu lázeňskému městu.
Do roku 1867 byly Janské Lázně součástí Svobody nad Úpou. Roku 1881 byly Janské Lázně povýšeny na městys. Roku 1928 byla zprovozněna první lanová dráha na Černou Horu. Po druhé světové válce si Janské Lázně získaly celosvětovou známost díky úspěšné léčbě stavů po dětské obrně. V roce 1950 došlo ke sloučení s obcí Černá Hora. Roku 1965 byly Janské Lázně povýšeny na město. V roce 1980 byla postavena nová lanová dráha na Černou horu v jiné trase než původní, která vedla přímo z lázeňského centra. Roku 1981 byla postavena dětská léčebna Vesna, která poskytovala na svou dobu zdravotnickou péči i ubytování na světové úrovni.

## Obyvatelstvo
| Rok            | 1869 | 1880 | 1890 | 1900 | 1910 | 1921 | 1930 | 1950  | 1961 | 1970 | 1980 | 1991 | 2001 | 2011 | 2021 |
| -------------- | ---- | ---- | ---- | ---- | ---- | ---- | ---- | ----- | ---- | ---- | ---- | ---- | ---- | ---- | ---- |
| Počet obyvatel | 406  | 477  | 518  | 492  | 478  | 540  | 679  | 2 600 | 817  | 745  | 997  | 961  | 917  | 917  | 656  |
| Počet domů     | 103  | 126  | 129  | 142  | 151  | 154  | 172  | 184   | 129  | 129  | 110  | 197  | 151  | 151  | 211  |

## Části města
Katastrální území Černá Hora v Krkonoších bylo až do 25. listopadu 2009 evidováno jako část obce, od té doby se město Janské Lázně nečlení na části.

## Sport
V roce 1925 ve městě konalo první mistrovství světa v klasickém lyžování. Mezinárodní lyžařská federace ho takto označila zpětně až v roce 1965.

## Pamětihodnosti
- Kostel svatého Jana Křtitele
- Novogotický Evangelický kostel z let 1873–1879
- Secesní kolonáda z roku 1893
- Socha Krakonoše
- Vila Duncan
- Vila Hercynia
- Vila Marianum
- Vila Quisisana
- Lázeňský dům Moravěnka
- Lázeňský dům Terra
- Lanová dráha Janské Lázně – Černá hora
- rozhledna Panorama (Černá hora)
- Stezka korunami stromů Krkonoše
- Horský hotel Desítka, Černá hora
- Vysílač Černá hora
- Lanová dráha Protěž – Slunečná
- socha Jana z Chockova (2016)

## Galerie

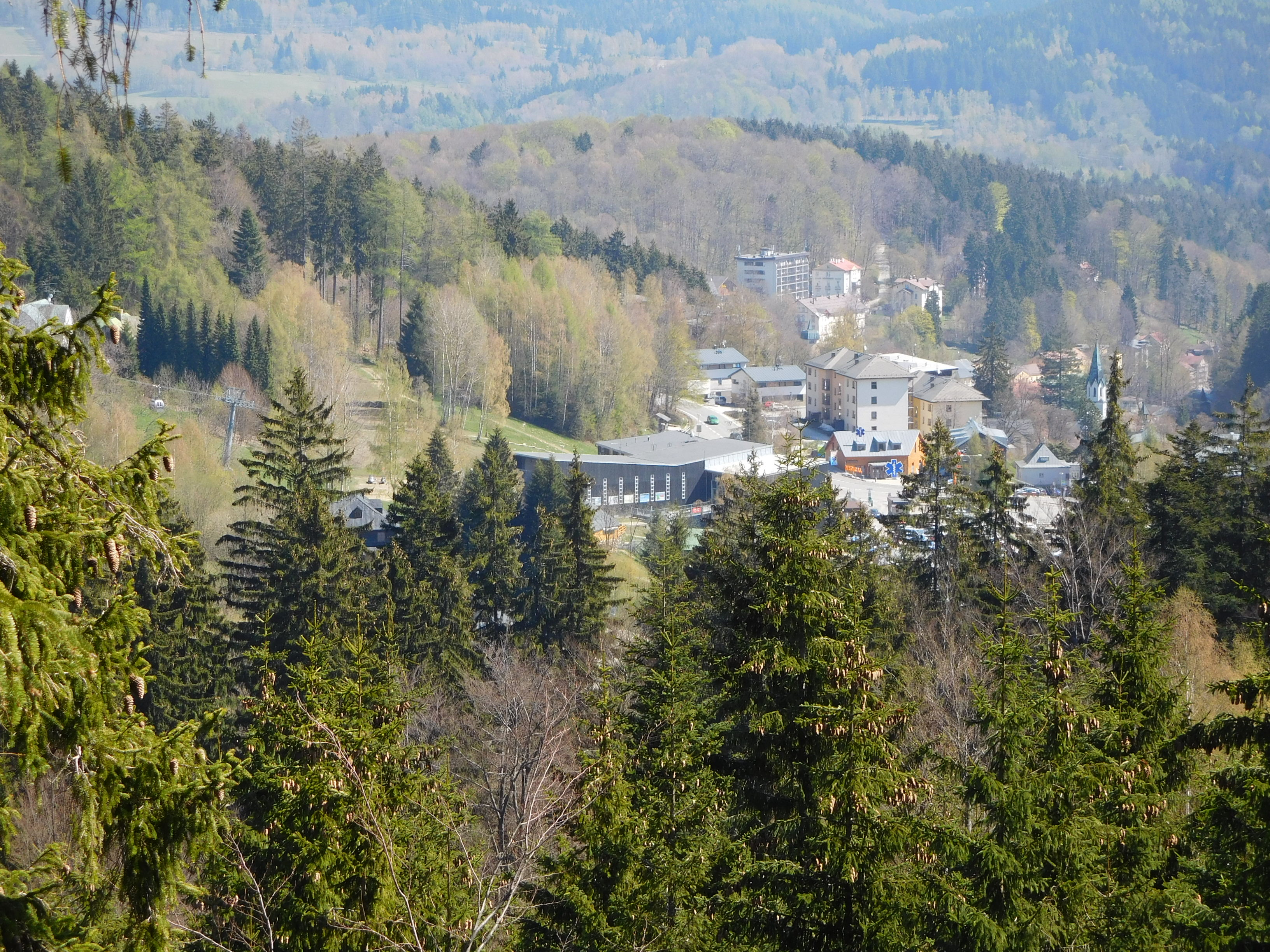
Pohled na Janské Lázně ze Stezky v korunách stromů
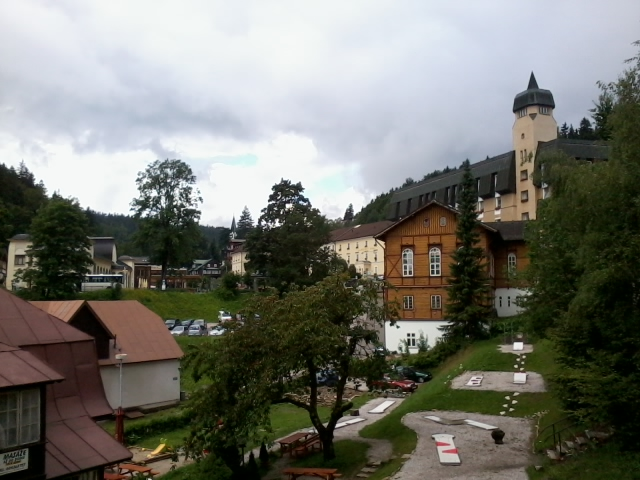
Centrum
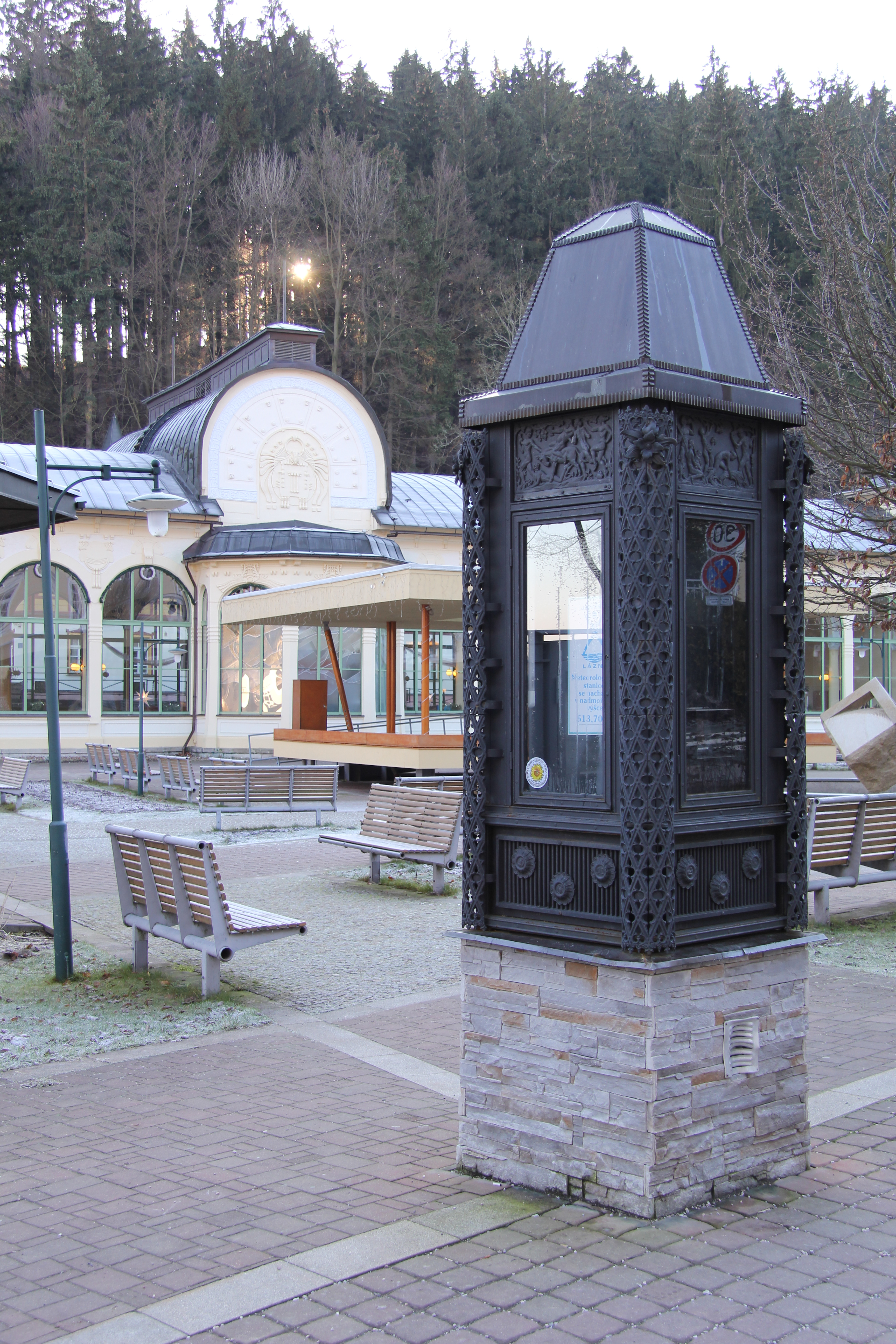
Meteosloupek na náměstí
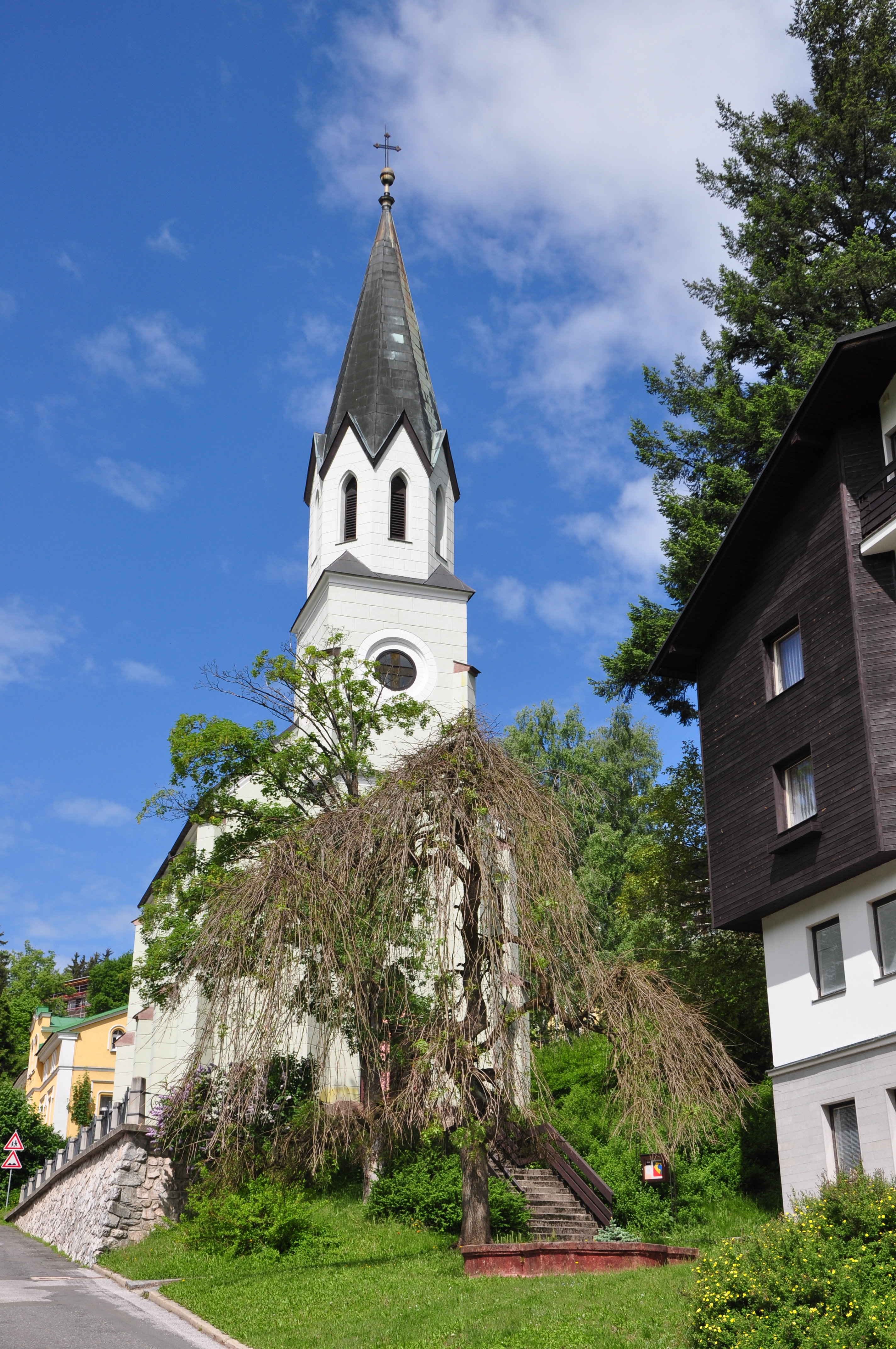
Evangelický kostel
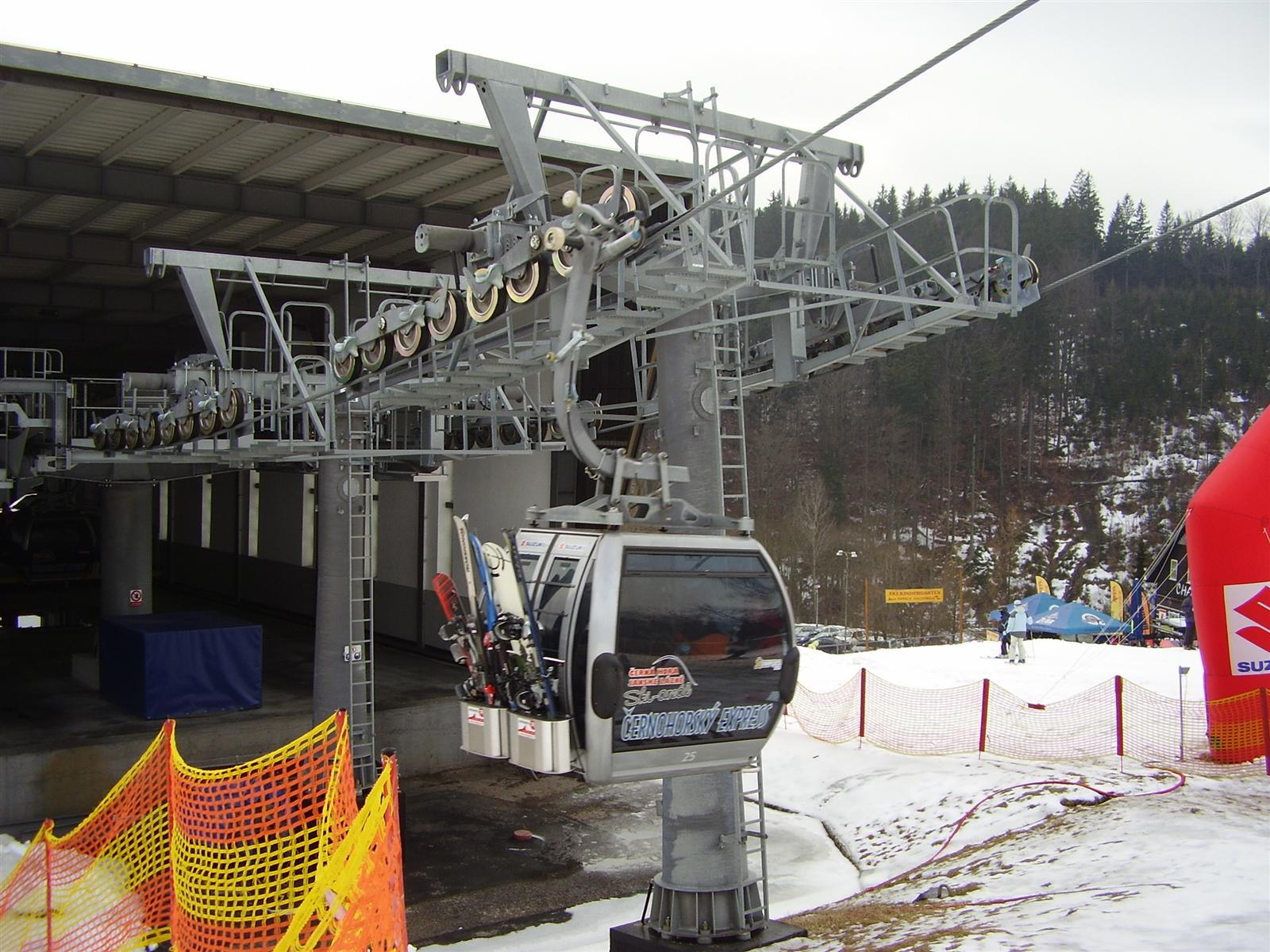
Lanovka na Černou horu
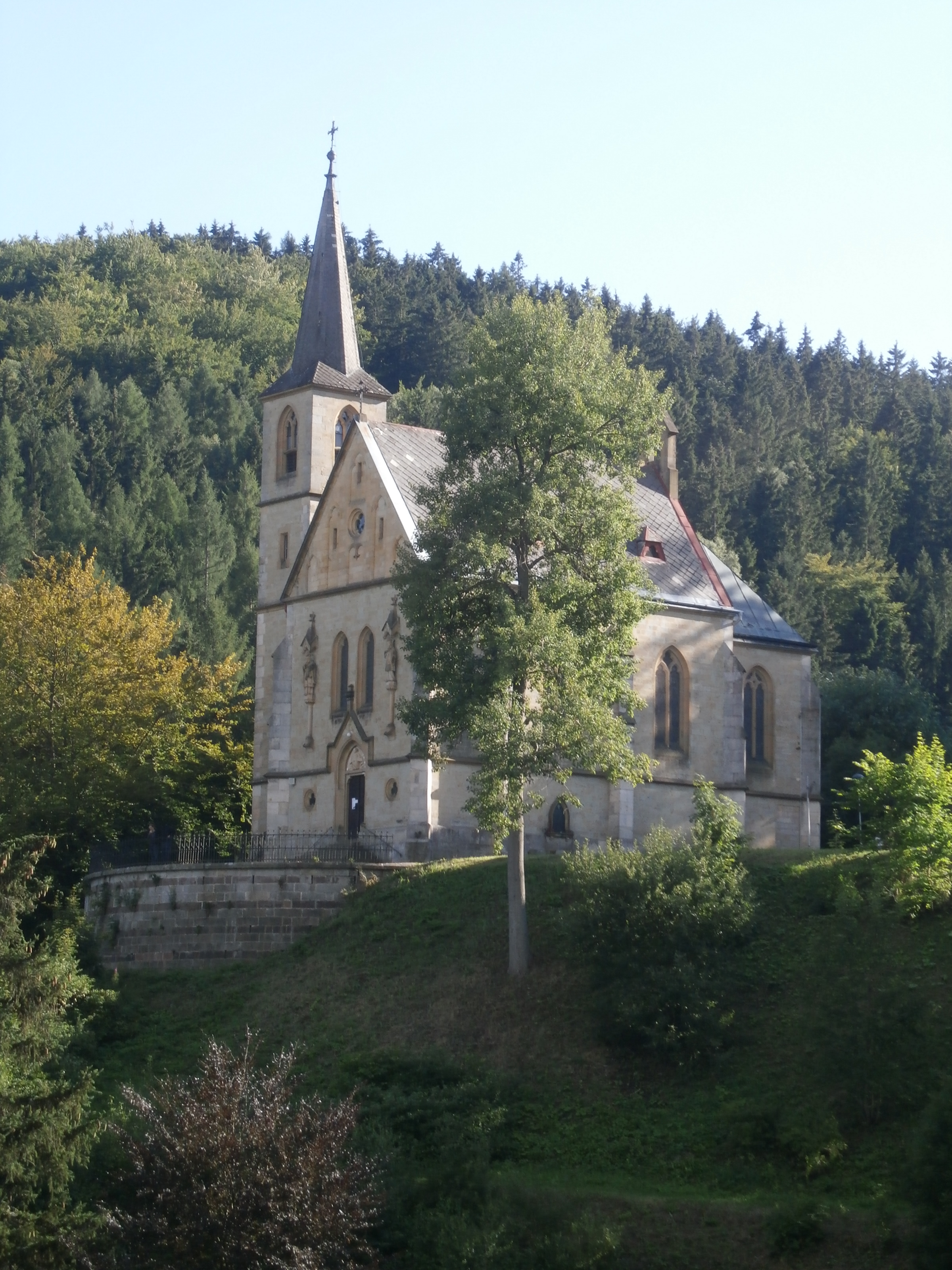
Kostel Sv. Jana Křtitele
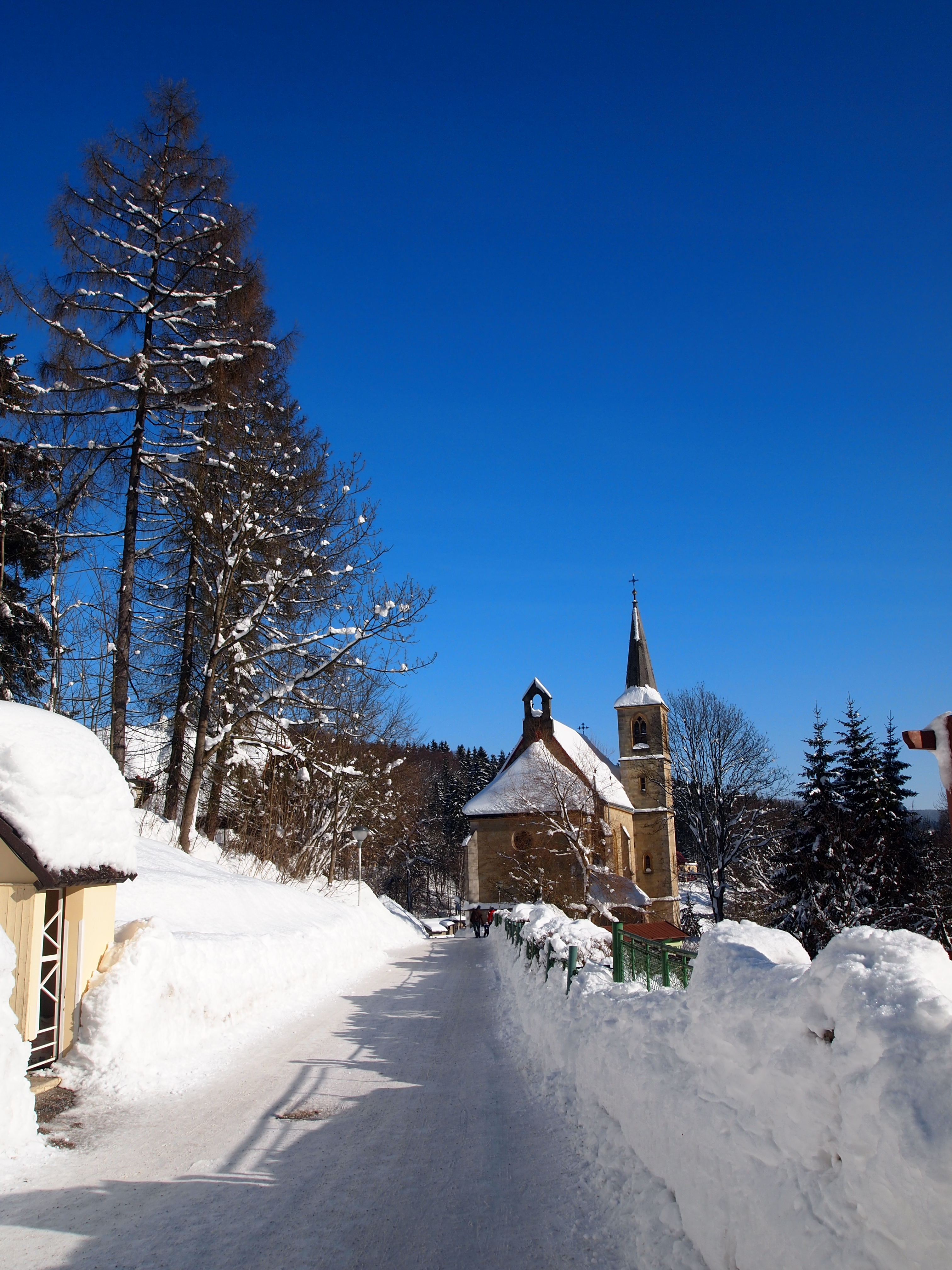
Zimní panorama
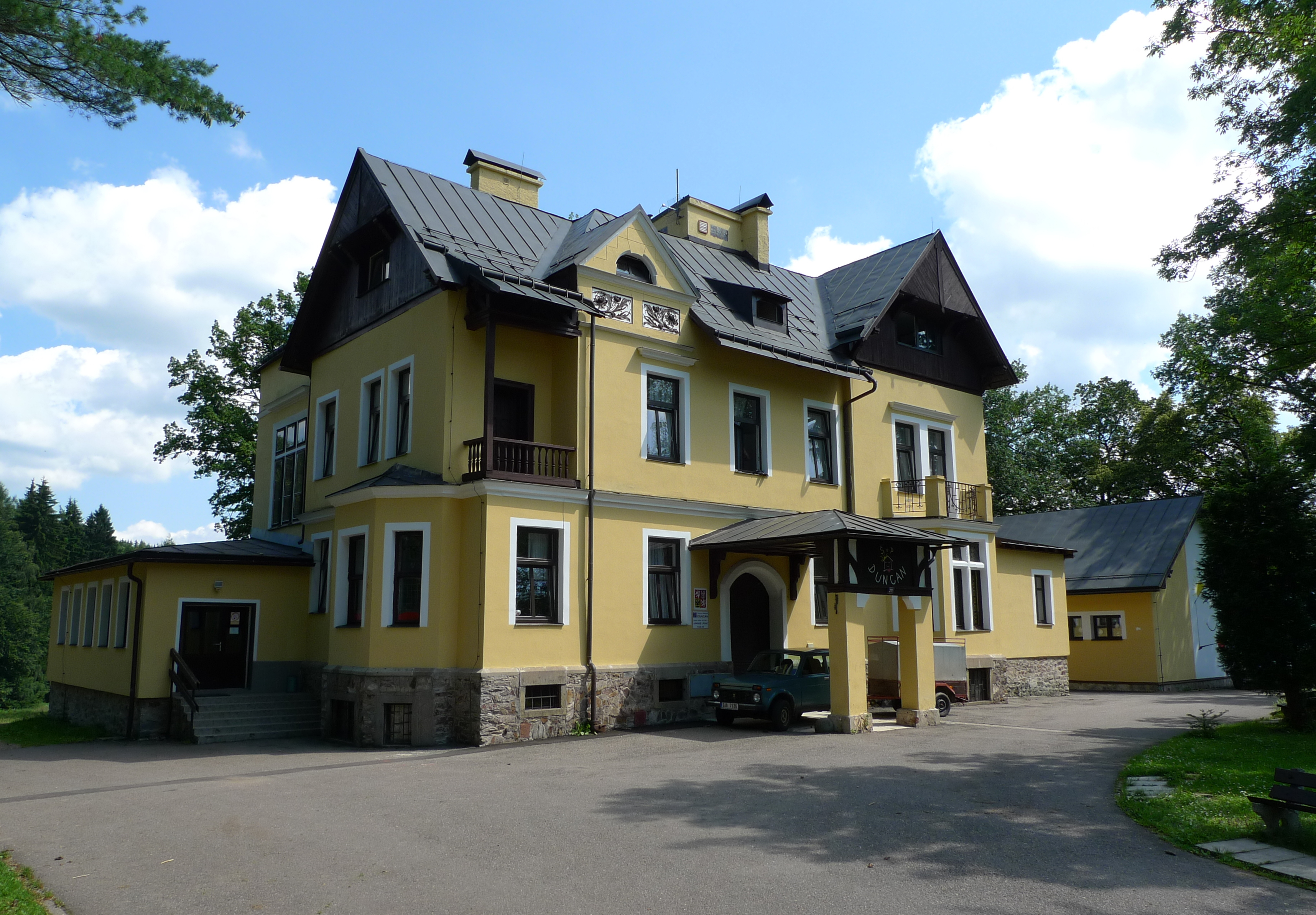
Vila Duncan
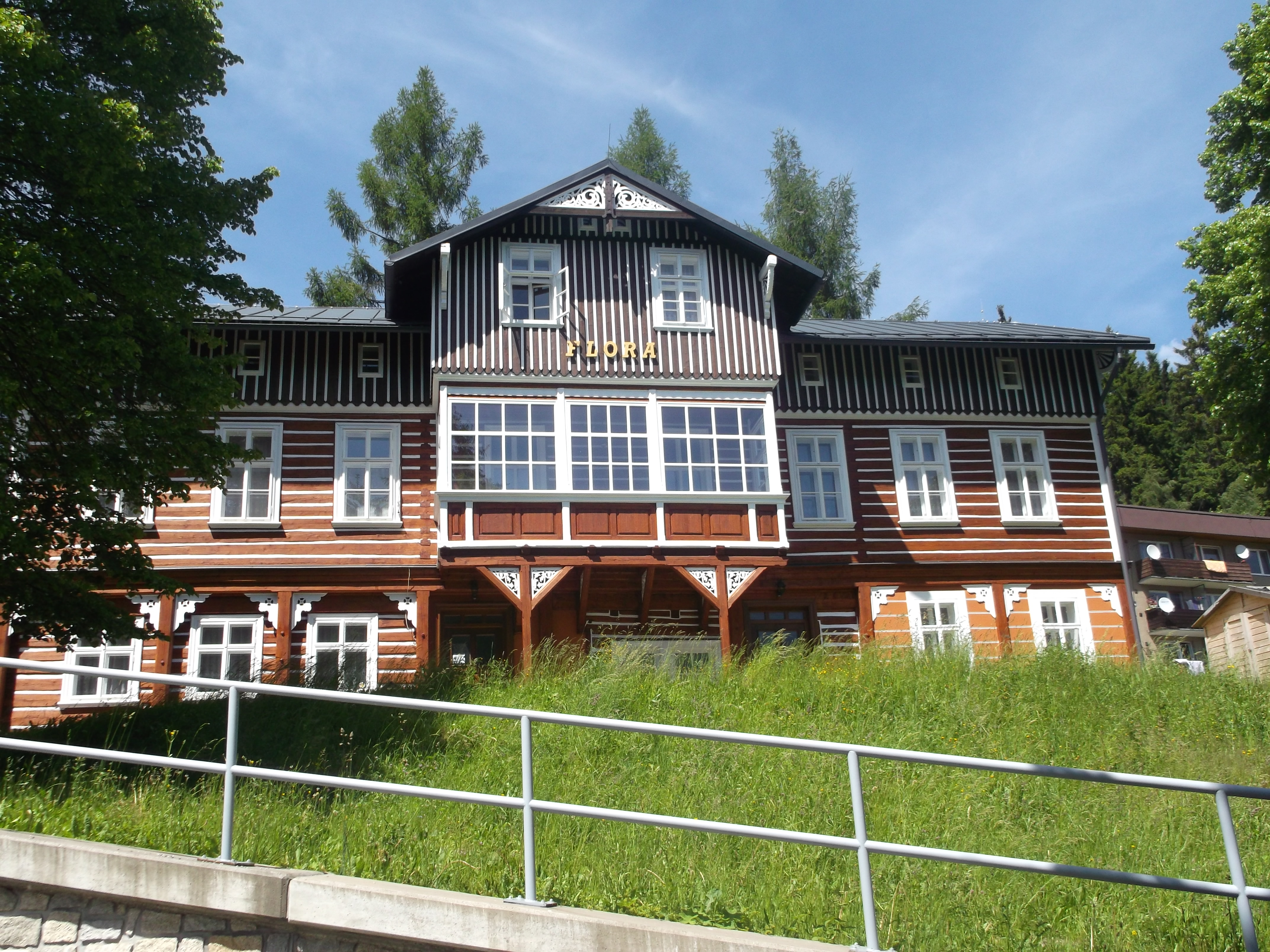
Lázeňský dům Flora
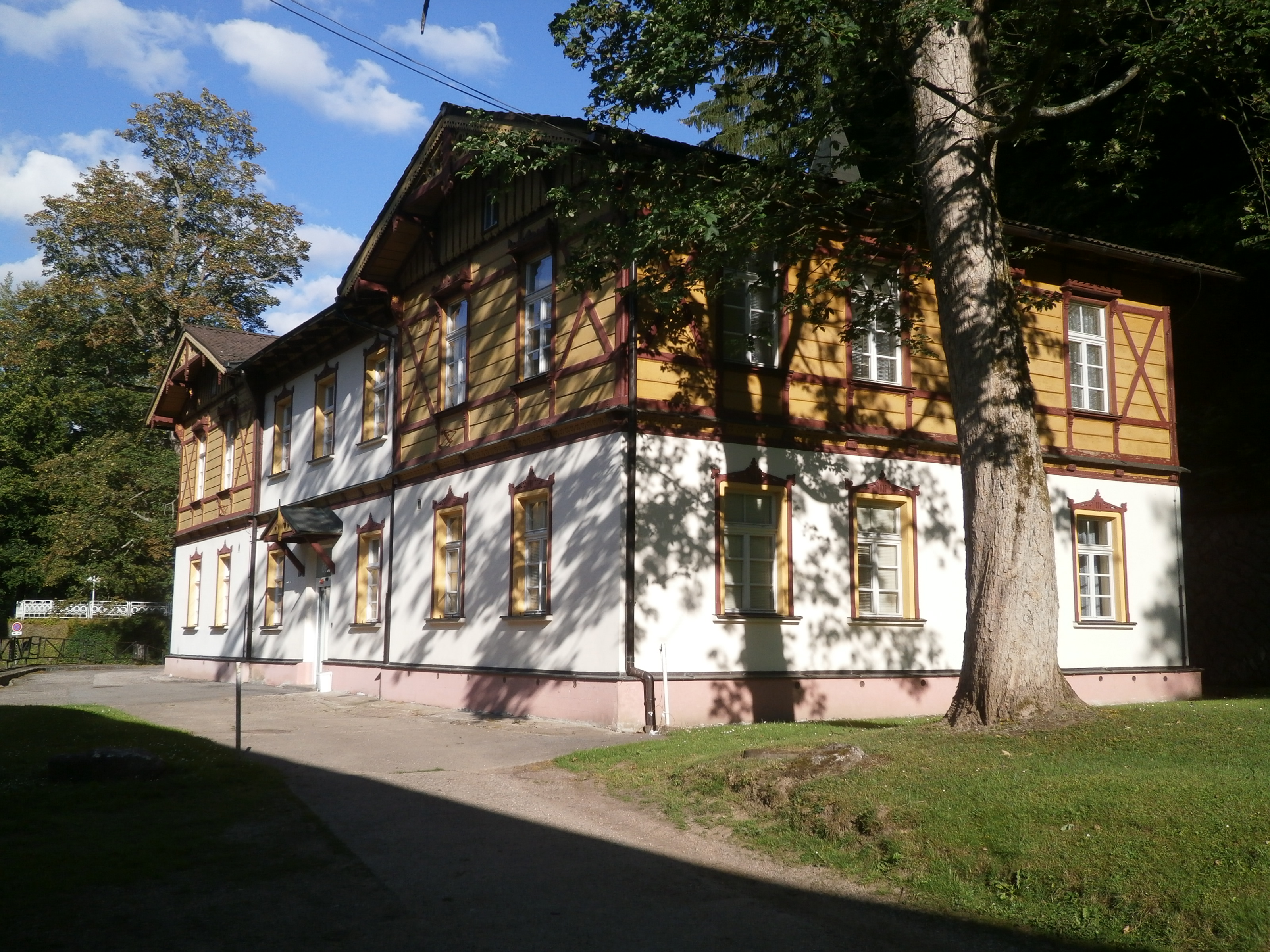
Lázeňský dům Čechie
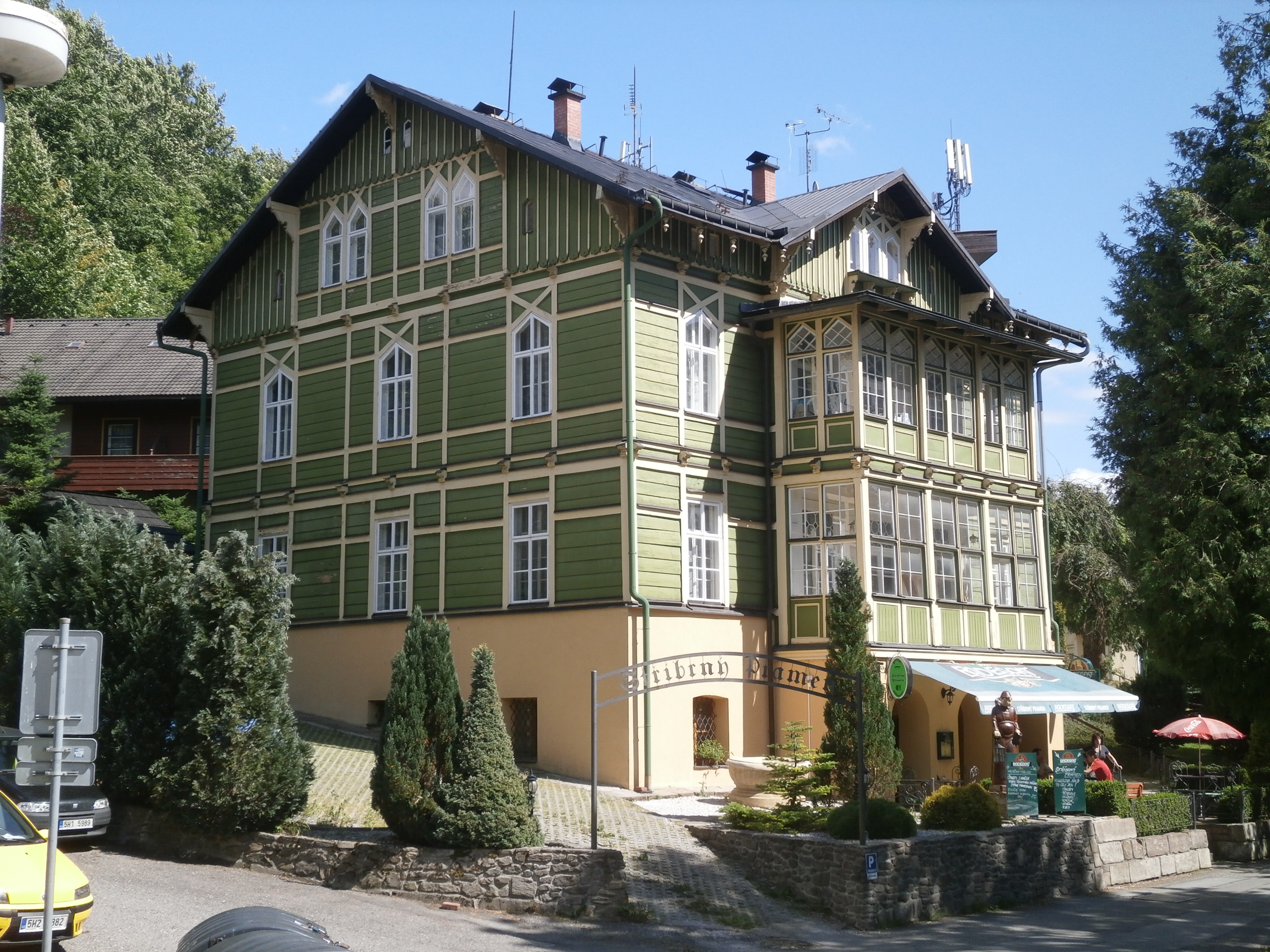
Lázeňský dům Stříbrný pramen
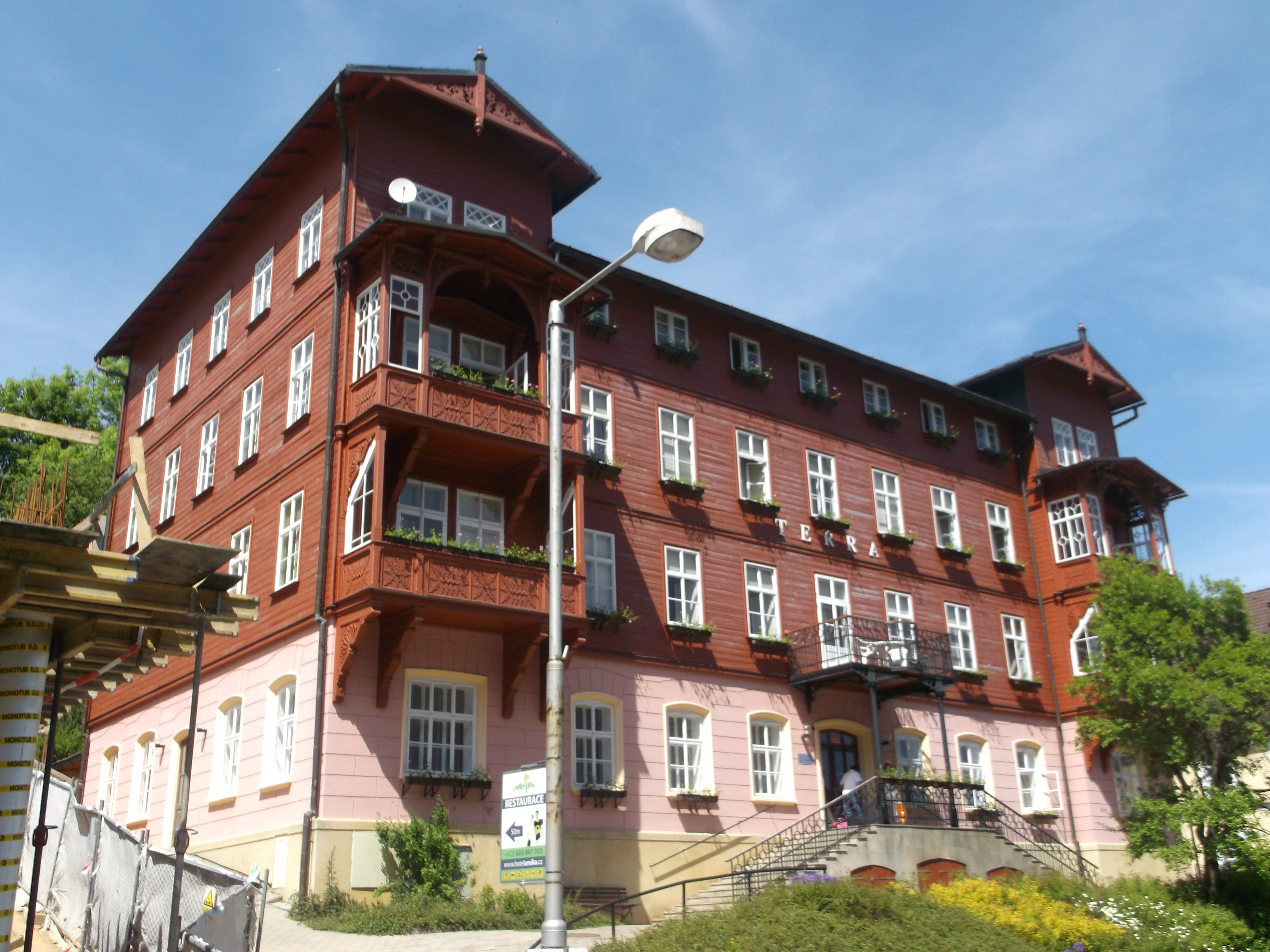
Lázeňský dům Terra
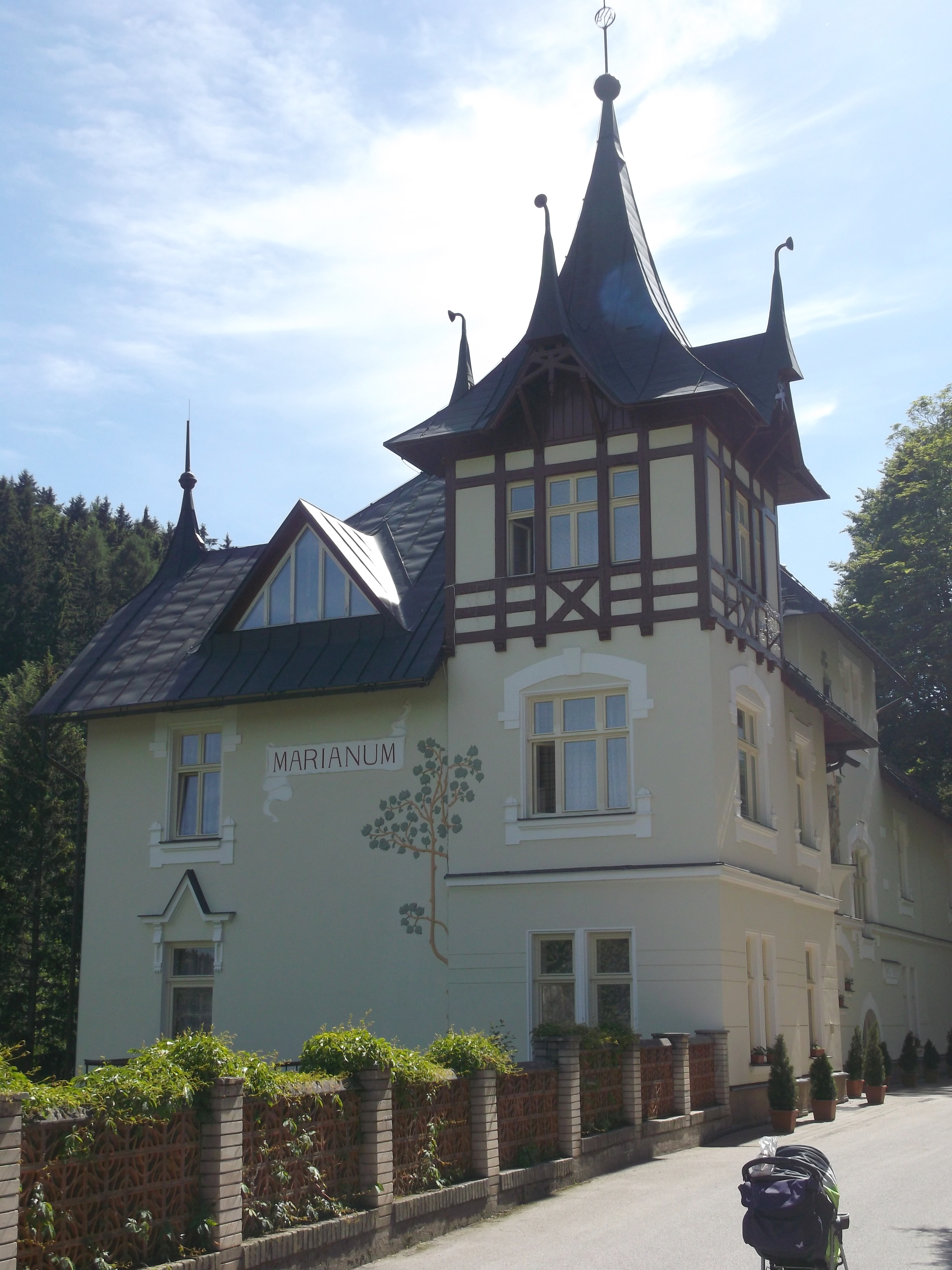
Vila Marianum
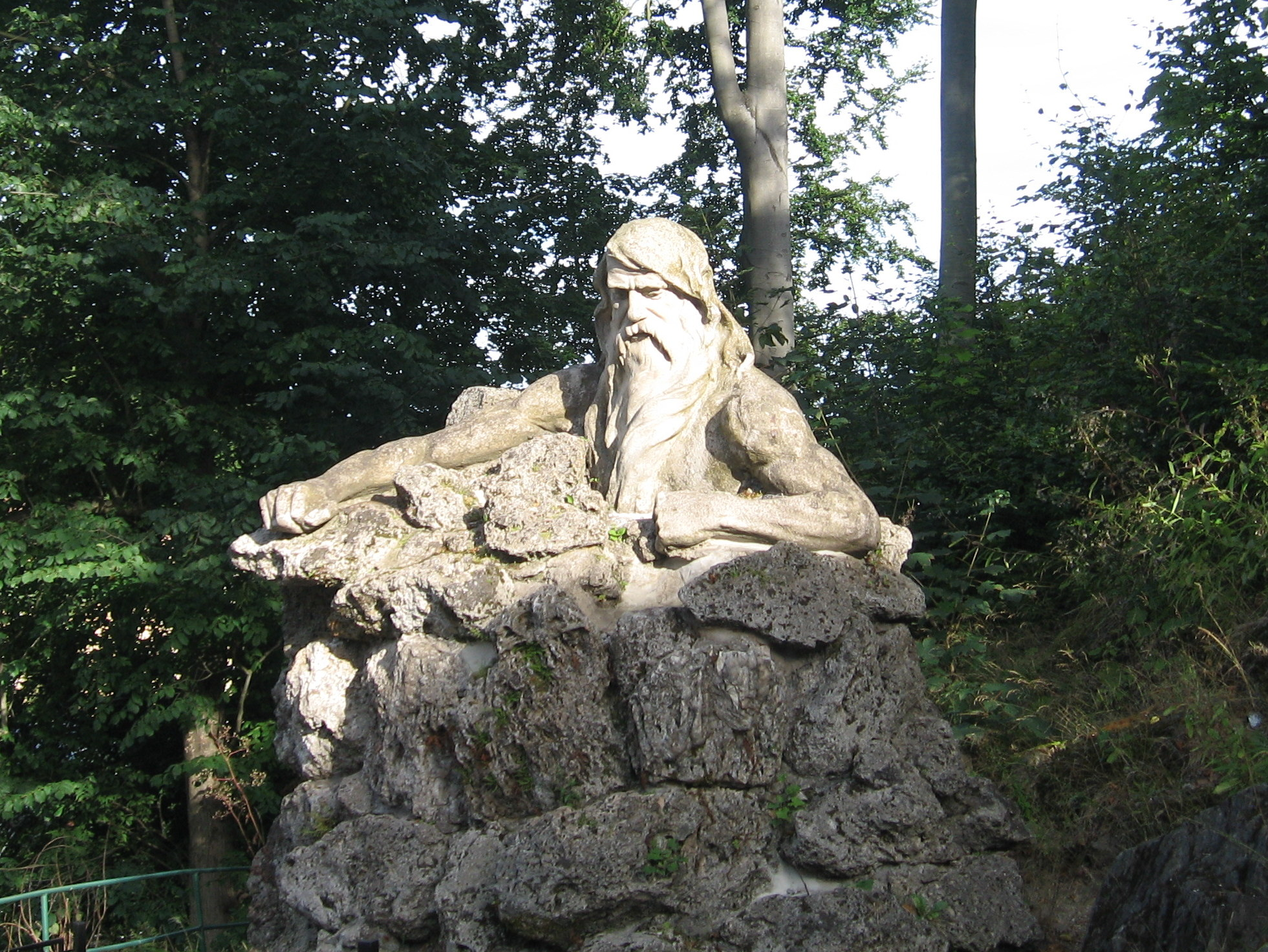
Socha Krakonoše od sochaře Zeippelta